# Disocactus salvadorensis
Disocactus salvadorensis, es una especie de planta suculenta perteneciente al género Disocactus, dentro de la familia Cactaceae. Es endémica del noroeste de El Salvador (concretamente en el Parque Nacional Montecristo, al noreste del departamento de Santa Ana).

## Descripción
Disocactus salvadorensis es una especie de cactus epífito de hábito colgante, que se desarrolla sobre árboles. Es arbustivo y se ramifica desde la base, con la epidermis de color verde. Los tallos son aplanados, alargados y con forma de hoja. Inicialmente son erectos, aunque con el tiempo se vuelven colgantes. 
Los brotes principales son redondeados, aunque a veces pueden ser triangulares o aplanados hacia la parte superior. Los tallos laterales son aplanados, miden hasta 24 cm de largo, de 1 a 3,3 cm de ancho y tienen los bodes ondulados. Sobre ellos se asientan areolas pequeñas y sin espinas. 
Las flores son estrechas, tubulares y aparecen a lo largo de las partes aplanadas de los brotes. Son rectas y siempre están dirigidas hacia abajo, independientemente de si provienen de tallos suberguidos o colgantes. Normalmente son de color amarillo anaranjado, pero algunas pueden ser rosadas o blancas. Miden de 6,8 a 9,6 cm de largo y de 1 a 3,3 cm de ancho. Sus tépalos son erectos y recurvados solo en el tercio apical. El tubo floral (receptáculo) mide de 2,3 a 4,2 cm de longitud. Tiene hasta 30 estambres de 2 a 4,1 cm de largo y dispuestos en dos series. Los frutos tienen forma elipsoide y son parecidos a bayas.

## Distribución y hábitat
El área de distribución nativa de esta especie es el noroeste de El Salvador (concretamente en el Parque Nacional Montecristo, al noreste del departamento de Santa Ana) y habita principalmente en el bioma tropical estacionalmente seco, a elevaciones de entre 1440 y 2210 metros sobre el nivel del mar.
La planta crece como epífita en distintas especies de árboles, especialmente Olmediella betschleriana, Ficus spp. y Sapium spp. Se encuentra en el bosque nuboso tropical y en la zona de transición con el bosque de pino-encino. Sus raíces se incrustan en la corteza de los árboles huéspedes para anclarse y fijarse, por lo que su único acceso a la humedad y los nutrientes proviene de la lluvia y los excrementos que caen desde arriba. Además, siempre crecen bajo el dosel de los árboles y nunca están expuestas al sol directo.

## Taxonomía
Disocactus salvadorensis fue descrita por los botánicos José Gabriel Cerén López, Jenny Elizabeth Menjívar Cruz y Salvador Arias Montes, y publicada por primera vez en la revista científica estadounidense Novon 25 (2): 140–143, f. 1–3 en 2017.
Etimología
- Disocactus: nombre genérico formado a partir de las palabras griegas dis (que significa 'dos veces'), isos (que significa 'igual) y kaktos (que significa 'cardo' o 'planta espinosa'), en alusión a los tallos aplanados con forma de hoja (con dos lados idénticos) que presentan las especies de este género.[5]
- salvadorensis: epíteto geográfico que hace referencia a El Salvador, país donde fue hallada la planta. El sufijo latino -ensis es común en la nomenclatura científica para indicar origen o pertenencia.[6]

## Usos
Se cultiva principalmente como planta ornamental y su propagación se realiza normalmente a través de esquejes.